# Утро

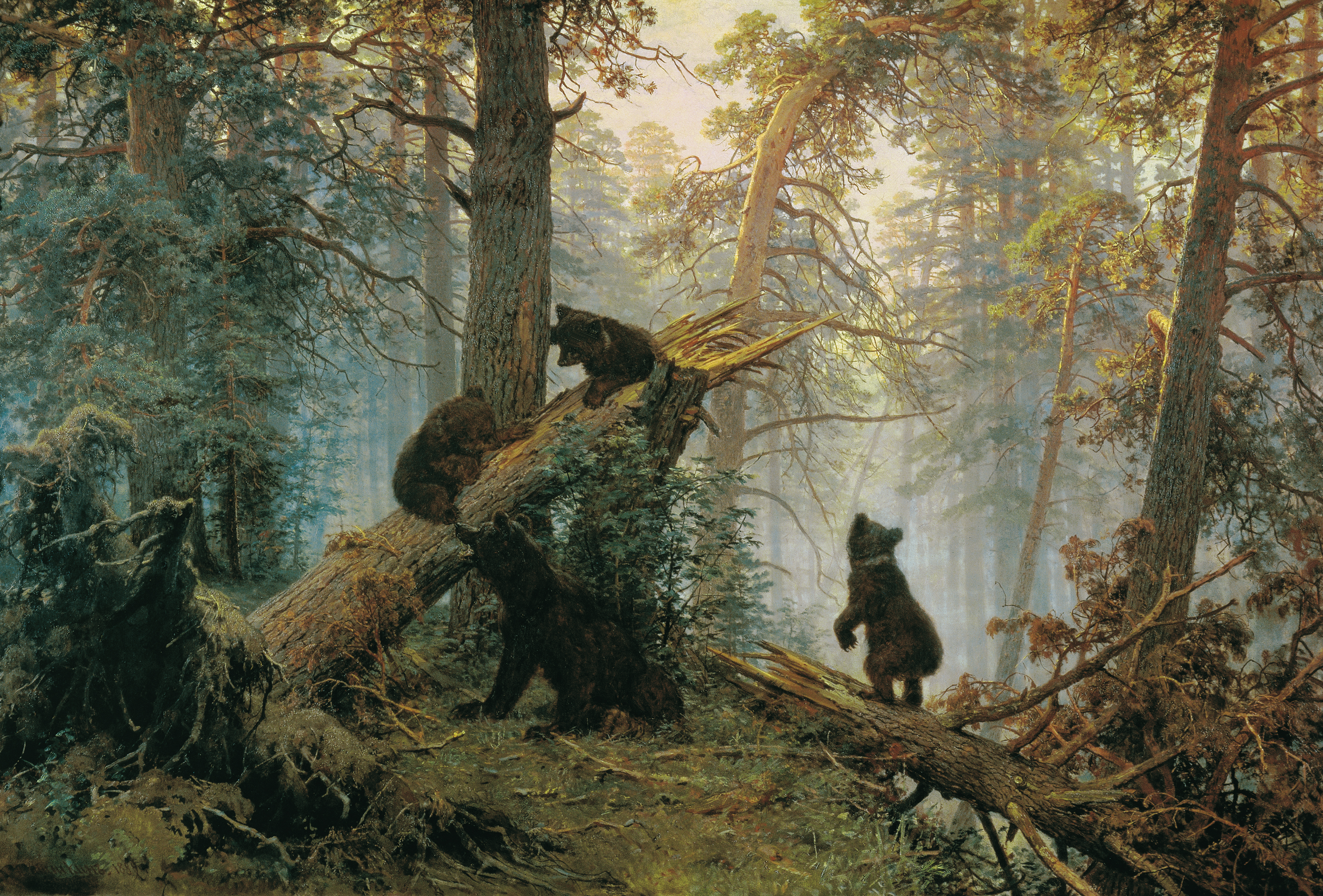
Шишкин И. И. «Утро в сосновом лесу»

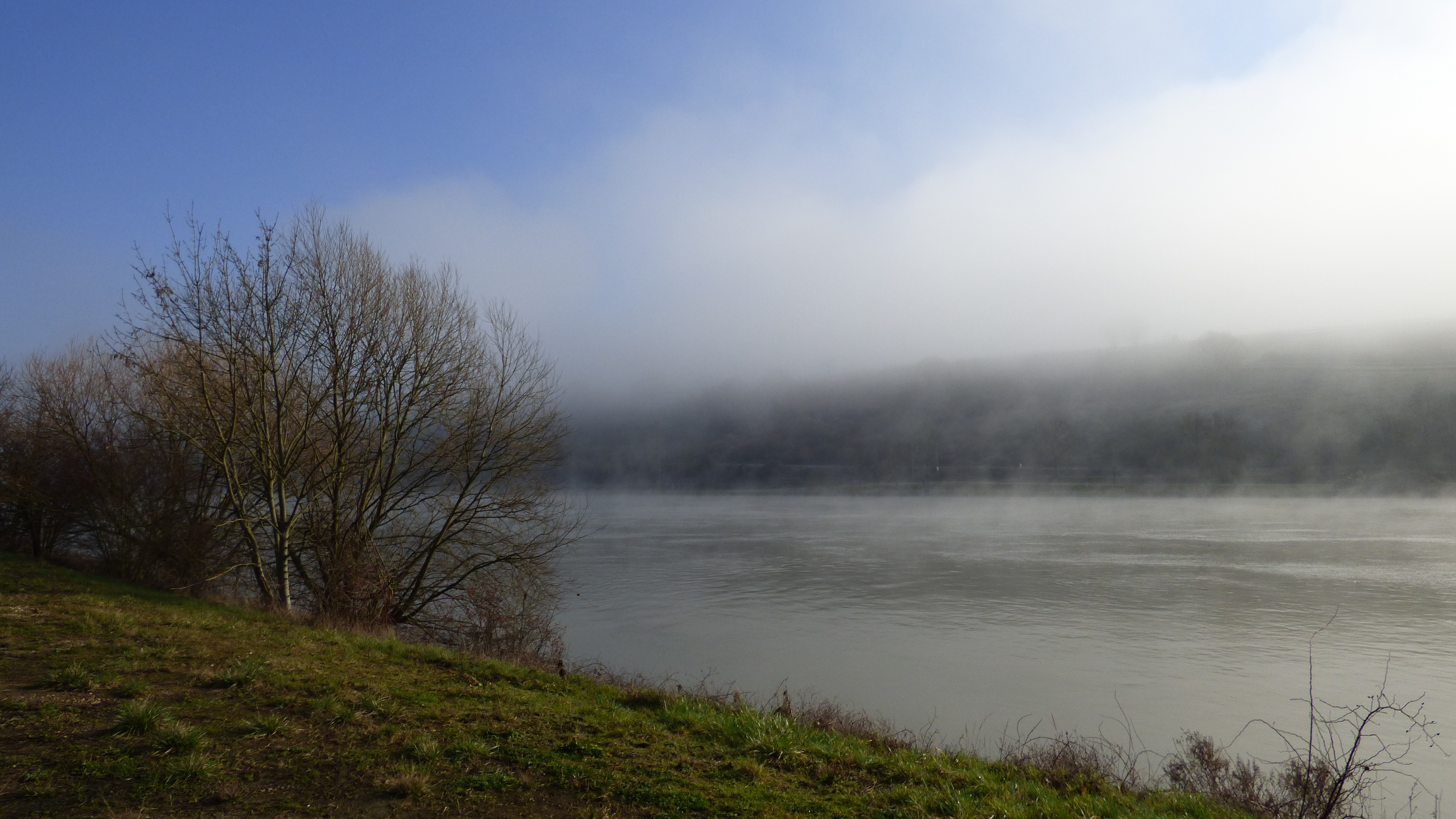
Утренний туман на реке Мозель в Люксембурге

У́тро — часть суток, следующая за ночью и предшествующая дню.
Согласно толковому словарю Даля, «утром» могла называться начальная часть дня от восхода солнца или часть дня от восхода до полудня, а также всё время до обеда.
В большинстве стран Европы в XIX веке по этикету было принято понятие утро с 6 до 12 часов.
В России слово «утро» применялось для уточнения времени суток в 12-часовом формате, но нет сведений о законодательно установленных границах этого интервала. Так, в расписаниях движения пассажирских поездов 1921 года указаны часы отхода из Москвы (приведены крайние значения для утренних поездов, формат указания времени сохранён): от «6—45 у.» до «11—00 у.», то есть «от 6:45 до 11:00».
В современном деловом этикете «доброе утро» следует говорить в промежуток с 8 до 11 часов. В постановлении СНК СССР 1920-х годов встречается словосочетание «в 3 часа утра», относящееся к 1 мая 1924 года.
Во многих странах мира с рассветом и началом утра связывается кукарекание петухов — «третьи петухи» («первые, вторые, третьи петухи пропели» — об определении времени по троекратному пению петухов, соответственно: в полночь, перед зарёй, на заре).
Утренний приём пищи называют завтраком.

## «Утро» в художественных произведениях
- «Утро в сосновом лесу» Шишкин И. И.
- «Утро стрелецкой казни» Суриков В. И.
- «Утро» Яблонская Т. Н.